# Solanum melongena
La melanzana (Solanum melongena L.) è una pianta angiosperma dicotiledone appartenente alla famiglia delle Solanacee, coltivata per il suo frutto commestibile.
Originariamente fu domesticata a partire da specie selvatiche di Solanum incanum, probabilmente con due percorsi indipendenti: uno in Asia meridionale e uno in Asia orientale.

## Etimologia

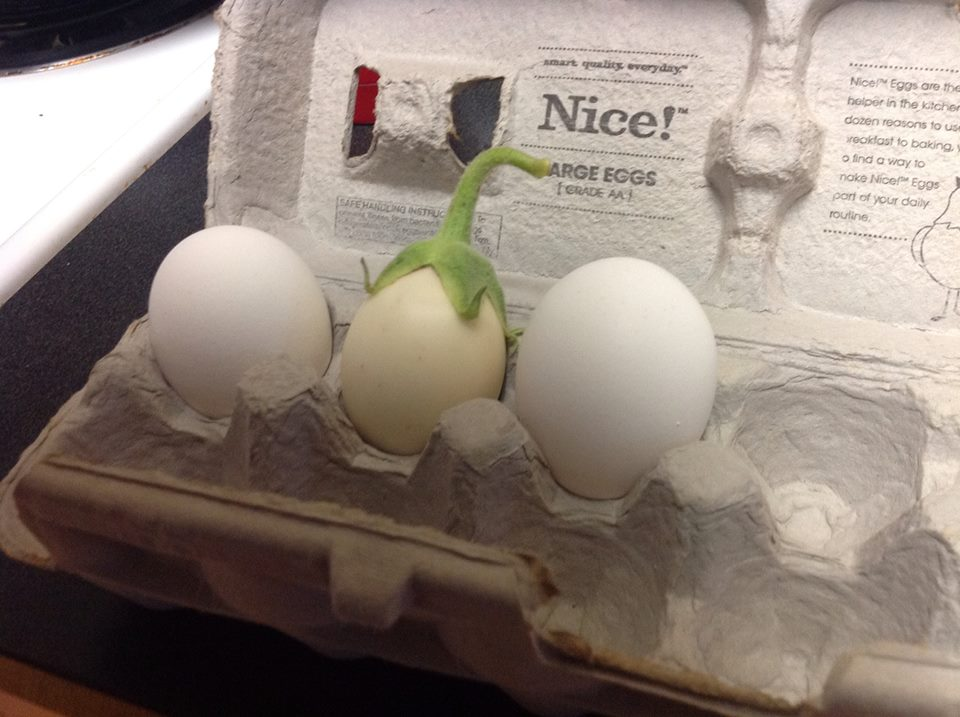
Una melanzana bianca paragonata a uova di gallina.

La melanzana viene importata in Medio Oriente e nel Mediterraneo nel VII secolo e quindi non ha un nome latino o greco. In Italia venne inizialmente chiamata petonciana o petonciano o petronciana o petronciano. Per evitare fraintendimenti sulle sue proprietà, la prima parte del nome venne mutata in mela dando così origine al termine melangiana e poi melanzana.
Il nome melanzana, come paraetimologia, veniva popolarmente interpretato anche come mela insana, proprio perché non è commestibile da cruda.
Dalla forma araba con l'articolo (al-bādhingiān) derivano invece le forme catalana (albergínia), francese, tedesca e inglese britannica (aubergine) e una spagnola (alberengena), mentre, da quella senza articolo derivano un'altra forma spagnola (berenjena) e quelle portoghesi (bringella, bringiela, anticamente beringela).
Il nome in uso in lingua inglese americana (eggplant = pianta delle uova) fu originariamente applicato a cultivar bianche, che assomigliano molto alle uova di gallina.  La prima citazione in un testo scritto della parola eggplant risale al 1763. Nomi simili sono diffusi in altre lingue, come il termine islandese eggaldin o il gallese planhigyn ŵy.

## Descrizione

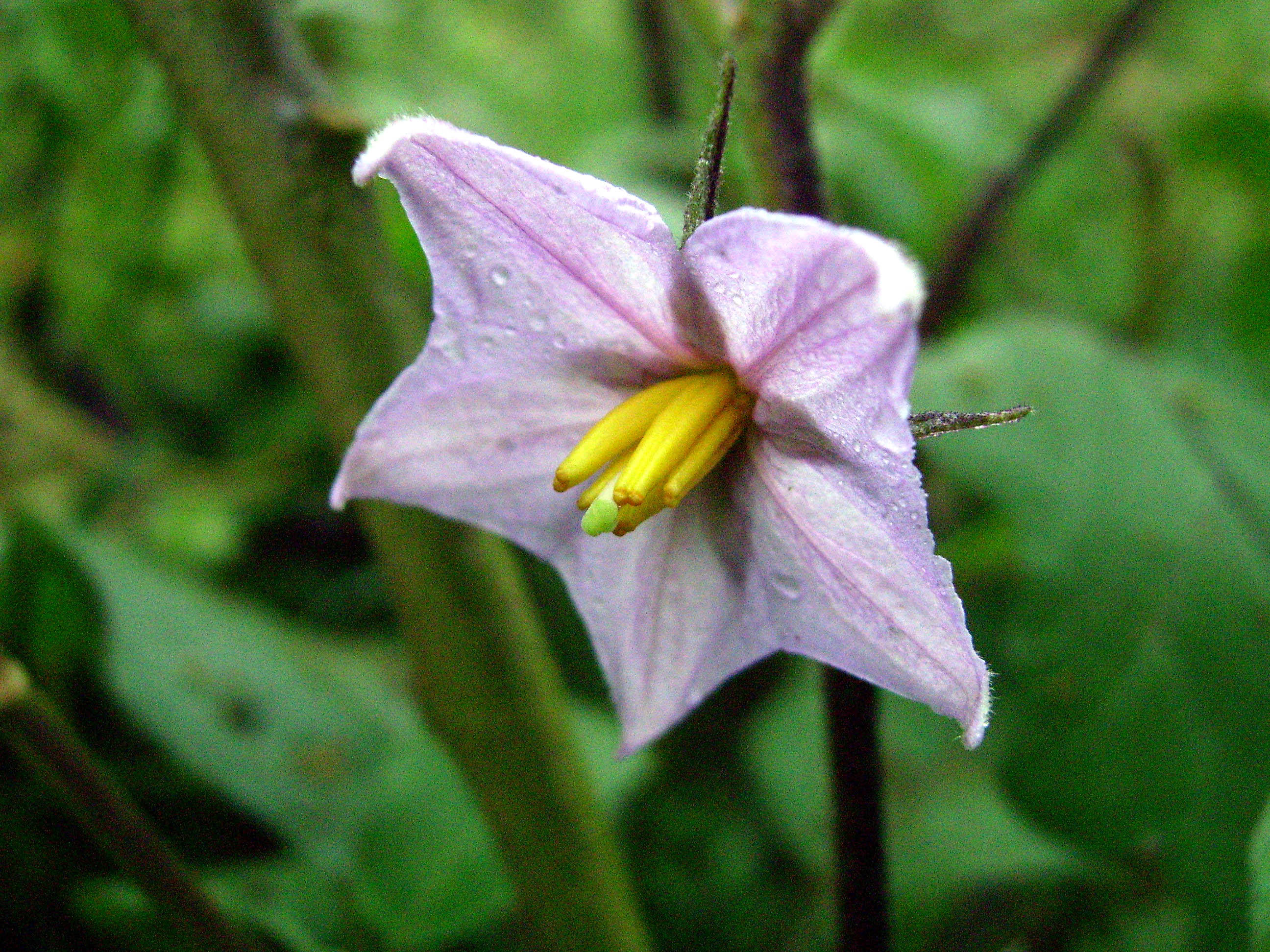
Fiore di melanzana

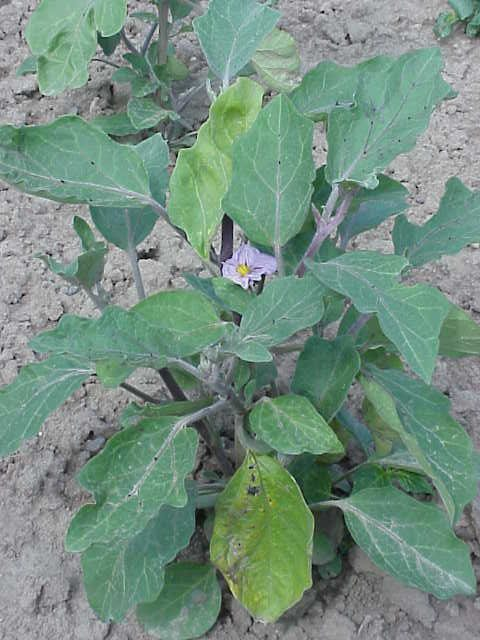
Pianta di melanzana

La melanzana è una pianta erbacea, eretta, che raggiunge altezze comprese tra 40 e 150 cm. Le foglie sono grandi, grossolanamente lobate, lunghe tra 10 e 20 cm e larghe tra 5 a 10 cm. I fiori grandi, solitari, sono violacei o anche bianchi, con corolla a cinque lobi e stami gialli. I frutti sono bacche grandi, allungate o rotonde, normalmente violacee ( ma ne esistono varietà con il frutto bianco), commestibili dopo la cottura. La superficie tagliata della polpa diventa rapidamente marrone quando il frutto viene aperto per via dell'ossidazione.
Botanicamente classificato come una bacca, il frutto contiene numerosi piccoli semi, morbidi e commestibili che hanno un sapore amaro perché contengono o sono ricoperti di alcaloidi nicotinoidi, come avviene nel tabacco che appartiene alla stessa famiglia.

## Distribuzione e habitat
L'areale nativo della melanzana è il Sud-est asiatico, l'Asia tropicale e subtropicale. Cresce principalmente nel bioma tropicale umido.

## Tassonomia

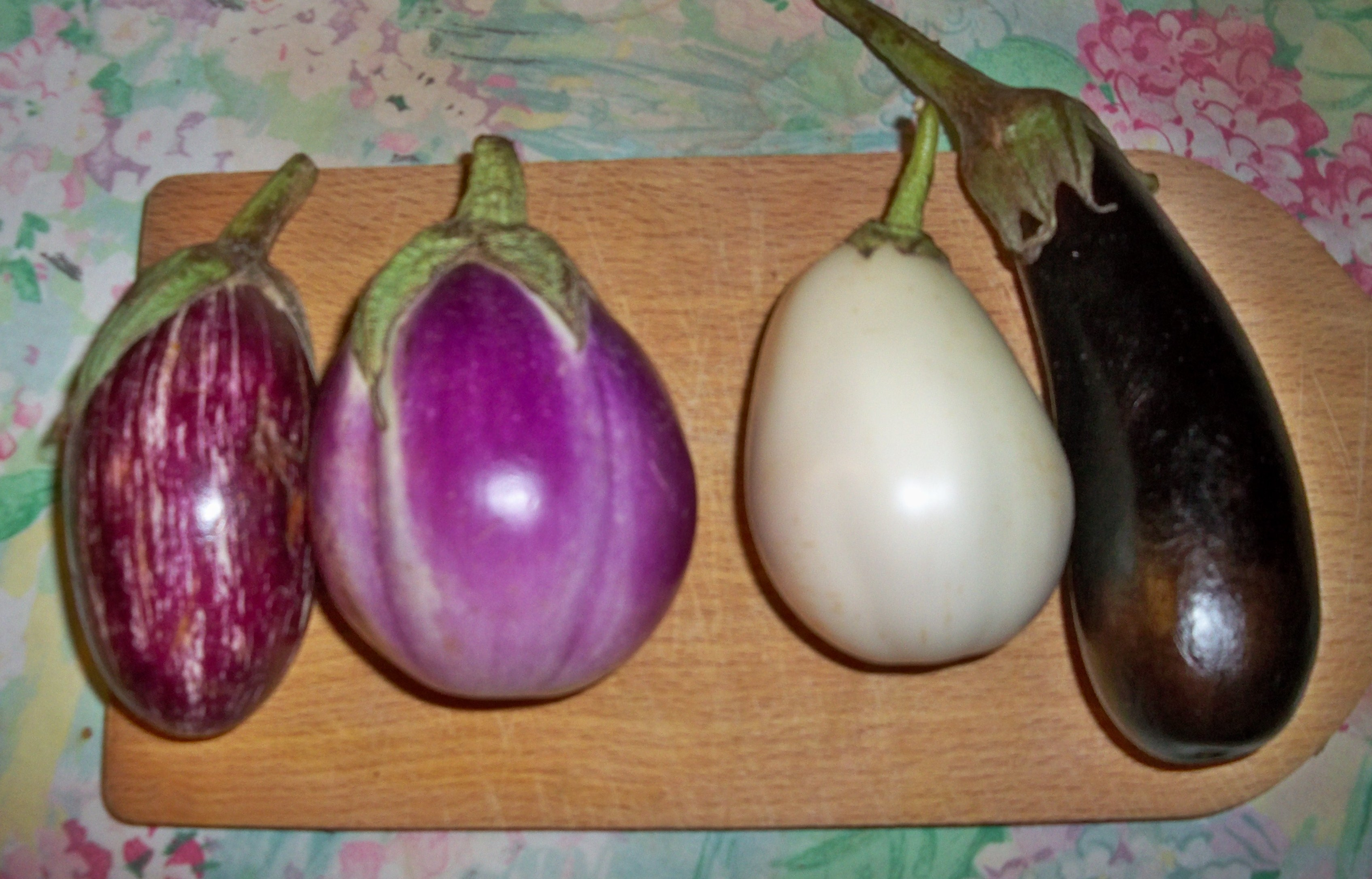
Alcune varietà

Le cultivar di melanzana sono numerose: il catalogo comune dell'Unione Europea riconosce oltre 400 varietà registrate di Solanum melongena.

## Storia
La melanzana è originaria dell'India.
Sebbene esistano innumerevoli documenti che dimostrano la coltivazione della melanzana nell'area del Sud-est asiatico sin dalla preistoria, sembra che in Europa fosse praticamente sconosciuta fino al VI secolo. Il primo riferimento scritto alla melanzana si trova nel Qimin Yaoshu, un antico trattato agricolo cinese completato nel 544. La diffusione in Europa di nomi derivati dall'arabo e la mancanza di nomi antichi latini e greci indicano che fu portata nell'area mediterranea dagli arabi agli inizi del Medioevo. Uno dei primi riferimenti all'Europa si trova infatti in un trattato di agricoltura di Ibn Al-Awwam, agronomo della Spagna araba del XII secolo ed esistono testimonianze tardo medievali anche in spagnolo e catalano.

## Proprietà

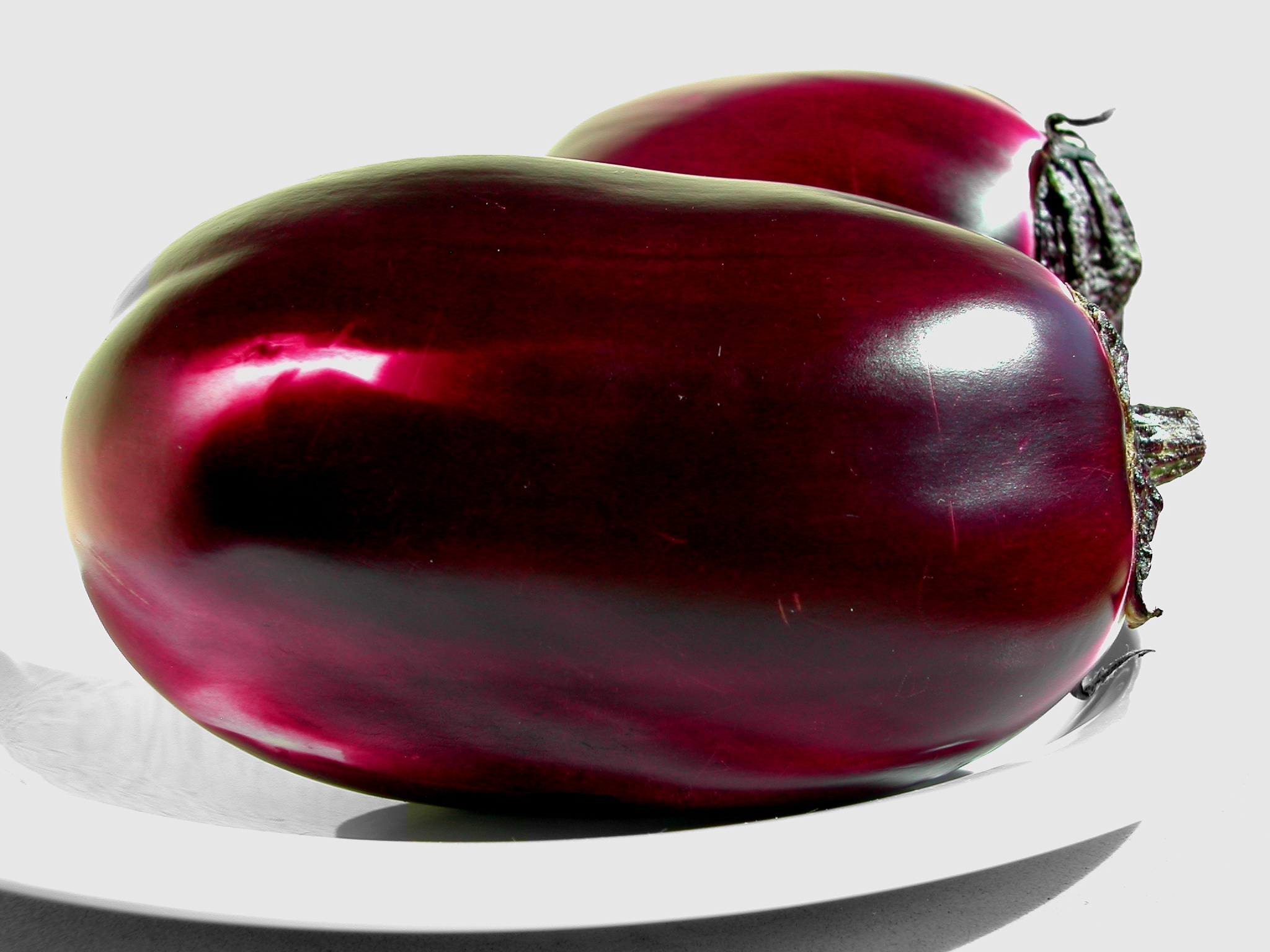
Melanzane

La melanzana cruda ha un gusto amaro che si stempera con la cottura, che rende inoltre l'ortaggio più digeribile e ne esalta il sapore. D'altra parte, la melanzana ha la proprietà di assorbire molto bene i grassi alimentari, tra cui l'olio, consentendo la preparazione di piatti molto ricchi e saporiti. Per questi motivi la melanzana viene consumata preferibilmente cotta. La normale cottura non è in grado di eliminare del tutto la solanina, che si degrada completamente a temperature molto più alte (circa 243 °C); ciò però non è un problema, perché nella melanzana il contenuto di solanine (α-solanina, solasonina e solamargina) è pari a 9–13 mg/100 g di peso fresco, ben al di sotto della quantità ritenuta accettabile per gli ortaggi (20–25 mg/100 g di peso fresco).

## Coltivazione
La melanzana, originaria di climi subtropicali, richiede climi non eccessivamente freddi. La crescita comunque s'arresta quando la temperatura scende sotto i 12 °C.
La resa media è di circa 25 t/ha.
La melanzana andrebbe coltivata in terreni fertili e ben drenati, in posizione soleggiata ma riparata. Ha bisogno di un clima che non sia né troppo freddo, né troppo umido né ventoso.
È possibile coltivarla in vasi di 23 cm con del terriccio, raccogliendo i frutti da luglio inoltrato a metà ottobre.

### Avversità
Gli insetti maggiormente nocivi alla melanzana sono la dorifora, la mosca bianca (Trialeurodes vaporariorum), i lepidotteri Heliothis armigera e Spodoptera littoralis e l'afide Macrosiphum euphorbiae.

Come fitofago secondario compare pure la Forficula auricularia.Tra le malattie da funghi le più importanti sono la muffa grigia, il mal bianco, la Phytophthora capsici, la fusariosi (causata da Fusarium oxysporum) e la verticilliosi (causata da Verticillium albo-atrum e Verticillium dahliae).

## Produzione

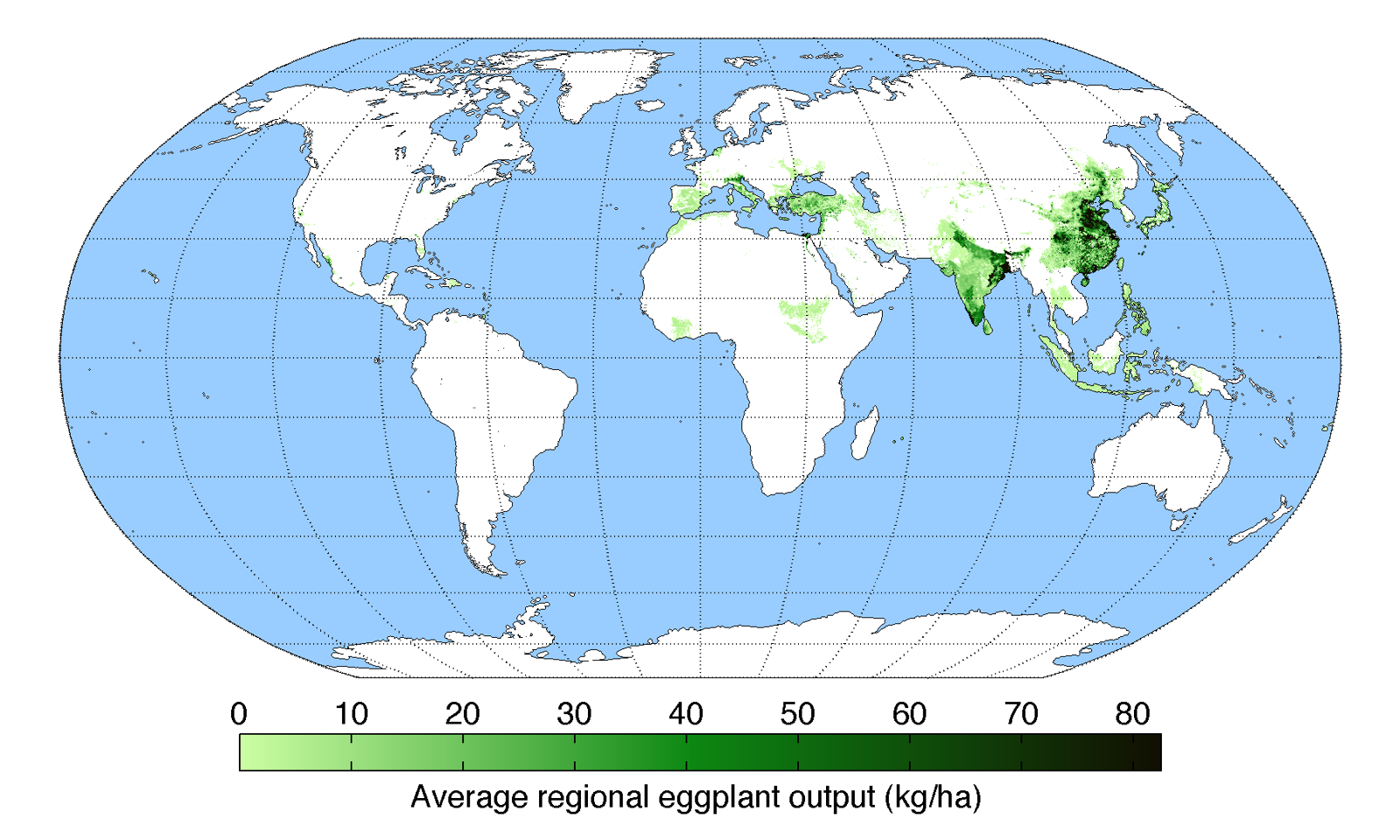
Distribuzione della produzione mondiale di melanzane

I primi paesi produttori di melanzane a livello mondiale sono la Cina, l'India e l'Iran. In Europa, i principali produttori sono l'Italia, la Spagna e la Romania.
| 1 | Cina    | 32,0 | 781,9  |
| 2 | India   | 12,6 | 664,0  |
| 3 | Egitto  | 1,19 | 48,6   |
| 4 | Turchia | 0,85 | 24,8   |
| 5 | Iran    | 0,68 | 22,0   |
|   | Mondo   | 51,3 | 1794,0 |

## Usi

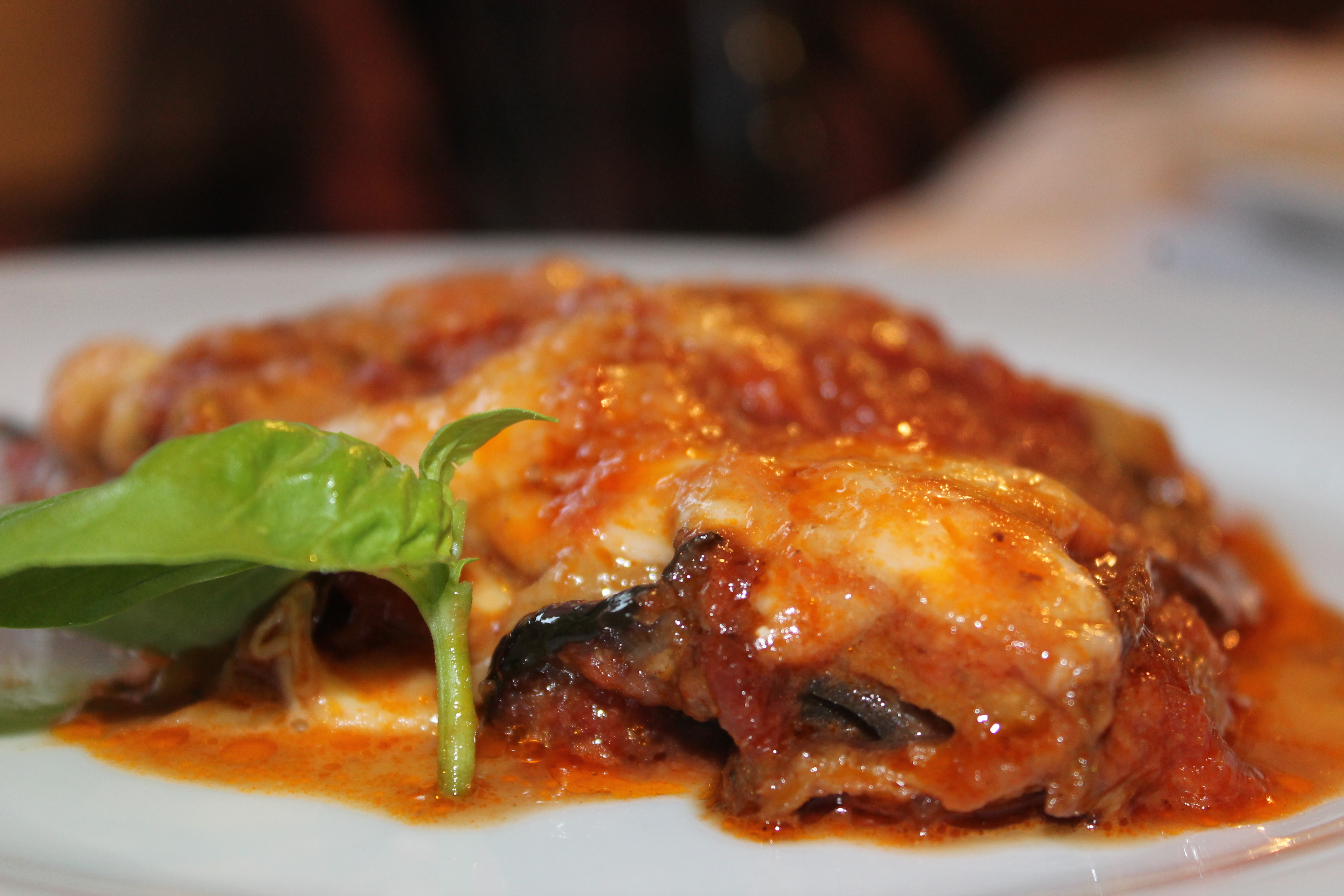
Parmigiana di melanzane

La melanzana è utilizzata nelle cucine di molti paesi. Per la sua consistenza e carnosità, viene talvolta utilizzato come sostituto della carne nelle cucine vegane e vegetariane. La polpa delle melanzane è liscia. I suoi numerosi semi sono piccoli, morbidi e commestibili, insieme al resto del frutto, e non necessitano di essere rimossi. Anche la sua buccia sottile è commestibile e quindi non è necessario sbucciarla. Tuttavia, la parte verde in alto, il calice, deve essere rimossa quando si prepara una melanzana per la cottura.
Le melanzane possono essere cotte al vapore, saltate in padella, fritte, grigliate, arrostite, cotte in umido, trasformate in curry o conservate in salamoia. Molti piatti a base di melanzane sono salse ottenute schiacciando la melanzana cotta.
Nella cucina cinese, le melanzane sono spesso fritte e trasformati in piatti come yúxiāng-qiézi ("melanzane al profumo di pesce") o di sān xiān ("tre tesori di terra", insieme a patate e peperoni) oppure vengono grigliate o arrostite, poi tagliate e mangiate direttamente con aglio, peperoncino, olio e coriandolo, o ridotte in salsa con pestello e mortaio.
Nella cucina giapponese, le melanzane vengono utilizzate in diversi piatti come ad esempio nell'hasamiyaki in cui le fette di melanzane vengono grigliate e riempite con un ripieno di carne.
Nella cucina coreana, le melanzane vengono cotte al vapore, saltate o fritte in padella e mangiate come banchan (contorni), come namul, bokkeum e jeon.
Le melanzane sono ampiamente utilizzate nella nativa India, ad esempio nel sambar (uno stufato di lenticchie al tamarindo), nel dalma (una preparazione dal con verdure), nel chutney, nel curry e nell'achaar (un piatto in salamoia).
Le melanzane sono spesso cotte in umido, come nella ratatouille francese, o fritte come nella parmigiana di melanzane italiana, nel karnıyarık turco, o nella moussaka turca, greca e levantina, e nei piatti del Medio Oriente e dell'Asia meridionale oppure pastellate prima di essere fritte e servite con una salsa a base di tahini e tamarindo. 
La melanzana può anche essere ridotta in purea per creare salse dopo essere stata arrostita, spellata e ridotta in purea come avviene nel baba ghanoush levantino, nella melitzanosalata greca e nello zaalouk marocchino. Un mix di melanzane arrostite, peperoni rossi arrostiti, cipolle tritate, pomodori, funghi, carote, sedano e spezie è chiamato zacuscă in Romania e ajvar o pinjur nei Balcani.